# Bagarius suchus
Bagarius suchus е вид лъчеперка от семейство Sisoridae. Видът е почти застрашен от изчезване.

## Разпространение
Разпространен е в Камбоджа, Лаос и Тайланд.